# Victor Costache
Victor Sebastian Costache (ur. 18 marca 1974 w Jassach) – rumuński lekarz, nauczyciel akademicki i polityk, w latach 2019–2020 minister zdrowia.

## Życiorys
Absolwent medycyny na Universitatea de Medicină și Farmacie „Grigore T. Popa” w Jassach (1998). W 2004 uzyskał magisterium z zakresu anatomii na Université Joseph-Fourier w Grenoble. W 2006 ukończył specjalizację z chirurgii klatki piersiowej, doktoryzował się w 2009. Między 2002 a 2014 pracował głównie we Francji (w Tuluzie, Grenoble i Annecy). W 2014 powrócił na stałe do Rumunii, gdzie podjął praktykę lekarską w Sybinie. Został kierownikiem oddziału, a następnie dyrektorem do spraw medycznych prywatnego szpitala w tym mieście. Podjął także pracę jako wykładowca wydziału medycyny w Sybinie. W 2015 powołany na przewodniczącego komisji chirurgii sercowo-naczyniowej przy mistrze zdrowia, został też prezesem rumuńskiego towarzystwa chirurgii wewnątrznaczyniowej. Zaangażował się w działalność polityczną w ramach Partii Narodowo-Liberalnej, w ramach której stał się doradcą jej przewodniczącego do spraw zdrowia.
W listopadzie 2019 nowo powołany premier Ludovic Orban powierzył mu stanowisko ministra zdrowia. Pozostał na tej funkcji również w utworzonym w marcu 2020 drugim gabinecie dotychczasowego premiera. 26 marca 2020, w okresie kryzysu związanego z pandemią COVID-19, złożył jednak rezygnację, kończąc urzędowanie na funkcji ministra.